# Paul van Meenen
Paul Hendrik van Meenen ('s-Gravenhage, 29 januari 1956) is een Nederlands politicus namens D66. Sinds 13 juni 2023 is hij lid van de Eerste Kamer der Staten-Generaal. Daarvoor was hij van 20 september 2012 tot en met 6 juni 2023 lid van de Tweede Kamer der Staten-Generaal. Vanaf maart 2021 had hij daar de portefeuille primair onderwijs, voortgezet onderwijs, middelbaar beroepsonderwijs, initiatiefwet voltooid leven en initiatiefwet kinderopvang. 

## Biografie
Na zijn gymnasiumopleiding op het Huygens Lyceum te Voorburg (Zuid-Holland) studeerde Van Meenen wiskunde aan de Rijksuniversiteit Leiden. Deze studie rondde hij af in 1980. Daarna was hij tot 1985 werkzaam als docent wiskunde in het MBO (vhbo). Vervolgens maakte de D66'er de overstap naar het HEAO in West-Brabant, waar hij docent werd in wiskunde, statistiek en operations research. In 1988 werd Van Meenen hoofd propedeuse bij de Avans Hogeschool. In 1996 maakte hij de overstap naar het middelbaar onderwijs en werd rector op een middelbare school in Leidschendam. 
Zijn voorlopig laatste functie in het onderwijs was als bestuursvoorzitter van de scholengroep Spinoza te Leidschendam-Voorburg en Den Haag.
Voordat Van Meenen zijn intrede deed in de landelijke politiek was hij van 2002 tot 2012 gemeenteraadslid en fractievoorzitter voor D66 in zijn woonplaats Leiden.
Van Meenen was van 2005-2006 vicevoorzitter van de Commissie Ontwikkeling Canon van Nederland welke werkte aan de totstandkoming van de Canon van Nederland entoen.nu. Aansluitend was hij tot september 2012 vicevoorzitter en penningmeester van de stichting entoen.nu.
Van Meenen stond op de zevende plaats van de kandidatenlijst van D66 voor de Tweede Kamerverkiezingen van 2012. Hiermee was hij, na Vera Bergkamp, de hoogste nieuwkomer op de kandidatenlijst van D66. Op 20 september 2012 werd duidelijk dat Van Meenen was gekozen in het parlement. Bij de Tweede Kamerverkiezingen 2017 en de Tweede Kamerverkiezingen 2021 werd hij herkozen. Hij was onderwijswoordvoerder van zijn fractie.
Hij stelde zich in 2022 kandidaat als lijsttrekker voor de Eerste Kamerverkiezingen 2023 en won de lijsttrekkersverkiezing van Eerste Kamerlid Carla Moonen. Op 6 juni van dat jaar verliet hij de Tweede Kamer, zodat hij lid kon worden van de Eerste Kamer.

## Persoonlijk
- In mei 2013 won Van Meenen De Grote Geschiedenisquiz.
- Paul van Meenen is gehuwd, heeft twee kinderen en vier kleinkinderen.[2]

## Verkiezingsuitslagen
| Verkiezing                               | Partij  | Positie    | Stemmen |
| ---------------------------------------- | ------- | ---------- | ------- |
| Gemeenteraadsverkiezingen 2002 in Leiden |         |            |         |
| Gemeenteraadsverkiezingen 2006 in Leiden | D66 D66 | 3 1        | 1.061   |
| Gemeenteraadsverkiezingen 2010 in Leiden | D66     | 1          |         |
| Tweede Kamerverkiezingen 2012            | D66     | 7 (lijst)  | 1.802   |
| Tweede Kamerverkiezingen 2017            | D66     | 8 (lijst)  | 2.961   |
| Tweede Kamerverkiezingen 2021            | D66     | 11 (lijst) | 1.692   |
| Gemeenteraadsverkiezingen 2022 in Leiden | D66     | 46         | 28      |
| Eerste Kamerverkiezingen 2023            | D66     | 1 (lijst)  |         |

Willemijn Aerdts · Robert Croll · Fatimazhra Belhirch · Boris Dittrich · Paul van Meenen · Carla Moonen
Theo Bovens (CDA) · 
Johan Dessing (FVD) · 
Auke van der Goot (OPNL) · 
Alexander van Hattem (PVV) · 
Tineke Huizinga (CU) · 
Rik Janssen (SP) · 
Eric Kemperman (Fractie-Kemperman) · 
Tanja Klip-Martin (VVD) · 
Ilona Lagas (BBB) · 
Paul van Meenen (D66) · 
Annabel Nanninga (JA21) · 
Gaby Perin-Gopie (Volt) · 
Martin van Rooijen (50+) · 
Paul Rosenmöller (GL-PvdA) · 
Peter Schalk (SGP) · 
Ingrid Visseren-Hamakers (PvdD)
- Parlement.com: vj0nbxop3qpz